# غاري دريسكول
غاري دريسكول (بالإنجليزية: Gary Driscoll)‏ هو موسيقي أمريكي، ولد في 18 أبريل 1946، وتوفي في 8 يونيو 1987 في إثاكا في الولايات المتحدة.

## وصلات خارجية
- غاري دريسكول على موقع ميوزك برينز (الإنجليزية)
- غاري دريسكول على موقع ديسكوغز (الإنجليزية)